# National Challenge Cup de 1984
A National Challenge Cup de 1984 foi a 71ª temporada da competição futebolística mais antiga dos Estados Unidos. New York Pancyprian-Freedoms entra na competição defendendo o título.
O campeão da competição foi o New York AO Krete, conquistando seu primeiro título, e o vice campeão foi o Chicago Croatian.

## Participantes
| Entram na Primeira Fase                                  |
| - Chicago Croatian - Gremio Lusitano - New York AO Krete |

## Premiação
| National Challenge Cup de 1984 |
| ------------------------------ |
| AO KRETE Campeão (1º título)   |